# Powiat Stolp

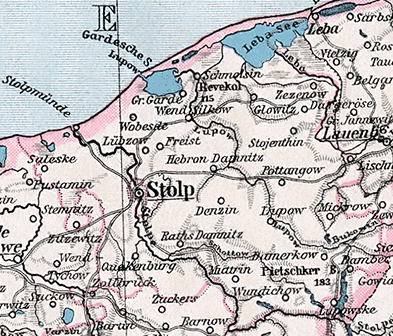
Mapa powiatu Stolp z 1905 r.

Powiat Stolp (niem. Landkreis Stolp, Kreis Stolp; pol. powiat słupski) – dawny powiat na terenie kolejno Prus, Cesarstwa Niemieckiego, Republiki Weimarskiej oraz III Rzeszy, istniejący od 1816 do 1942. Należał do rejencji koszalińskiej, w prowincji Pomorze. Teren dawnego powiatu leży obecnie w Polsce, w województwie pomorskim.

## Historia
Powiat utworzono w roku 1816.
1 sierpnia 1876 nastąpiły następujące zmiany administracyjne w powiecie:
- przyłączenie gmin Cunsow, Quakenburg i Scharsow z powiatu Rummelsburg i. Pom.
- przyłączenie gmin Dünnow, Lindow, Muddel i Saleske z powiatu Schlawe i. Pom.
- odłączenie gmin Görshagen, Marsow, Schlackow i Vietzke z powiatu i przyłączenie do powiatu Schlawe i. Pom.

1 kwietnia 1898 miasto Stolp (Słupsk) stało się powiatem grodzkim (Stadtkreis).
Landkreis Stolp był największym powiatem ziemskim w ówczesnych Prusach, obejmował powierzchnię 2230 km²; z czego 63,5% stanowiły grunty orne, 24% lasy, natomiast resztę powierzchni stanowiły bagna, wody, drogi, ogrody i nieużytki. Przemysł był mało rozwinięty; istotną rolę odgrywało rybołówstwo, przetwórstwo i handel rybami.